# Efekt Gibbsa

Przybliżenia sygnału kwadratowego (czerwony) przez szereg Fouriera (niebieski) i przybliżenie sigma (zielony). Efekt Gibbsa pojawia się w punktach nieciągłości, podczas gdy przybliżenie sigma zbliża się do kwadratu w sposób płynniejszy.

Efekt Gibbsa – charakterystyczny sposób, w jaki zachowuje się aproksymacja funkcji {\displaystyle f} szeregiem Fouriera w punktach nieciągłości {\displaystyle x} tej funkcji. Wykres nadmiernie oscyluje wokół tego punktu. Można przyjąć, że zjawisko to odzwierciedla trudność naśladowania nieciągłej funkcji przez skończone szeregi sinusów. Nazwa pochodzi od nazwiska Josiah Willarda Gibbsa.
Efekt Gibbsa wyjaśnia powstawanie zakłóceń różnego rodzaju sygnałów i znajduje zastosowanie w przetwarzaniu sygnałów (na przykład w cyfrowej obróbce obrazów). Między innymi wyjaśnia on przyczynę powstawania wysokoczęstotliwościowych oscylacji stanowiących zakłócenia sygnału przy zastosowaniu filtrów o prostokątnych oknach. Aby uniknąć tego efektu, stosuje się wygładzanie wyższych składowych widma, np. za pomocą przybliżenia sigma.